# Plicatula angolensis
Plicatula angolensis is een tweekleppigensoort uit de familie van de Plicatulidae. De wetenschappelijke naam van de soort is voor het eerst geldig gepubliceerd in 1995 door Cosel.